# Perder ganar
«Perder Ganar» es una canción del cantante chileno Pedropiedra. Fue publicado como adelanto de su quinto disco, sin embargo terminó como sencillo aparte de este, nombrando a Amar en silencio el primer tema promocional.

## Producción
El tema fue escrito por Pedropiedra, abordando la historia de ´´Dos impostores en el fondo que son el éxito y el fracaso´´. Fue producida y grabada por Cristián Heyne y Fernando Herrera, en Estudio del Sur. Leo Saavedra aporta con la guitarra eléctrica, los teclados y los coros. Fue lanzado el 26 de octubre de 2018 como el primer sencillo de su futuro quinto disco.

## Videoclip
Fue dirigido por Álvaro Díaz. El vídeo fue filmado con un celular Huawei P20 en camino a Farellones, en la playa de Matanzas “Queríamos hacer un video sin ni un concepto, sin ni una pretensión, en donde no tuviera que salir ni maquillado (...) y lo hicimos acá en camino a Farellones, lo hicimos en la playa de matanzas, en la reserva el Yali. Fue un gran paseo en auto”.

## Créditos

### Canción
Pedro Subercaseaux: Voz.
Leo Saavedra: Guitarra eléctrica, Teclados, Coros.
Cristián Heyne: Grabación
Fernando Herrera. Grabación
Javier Garza: Mezcla. 
Greg Calbi: Masterización.

### Videoclip
Álvaro Díaz: Dirección y cámara
Julia Bande: Montaje
Joaquin Fernández: Postproducción